# جیم بگلین

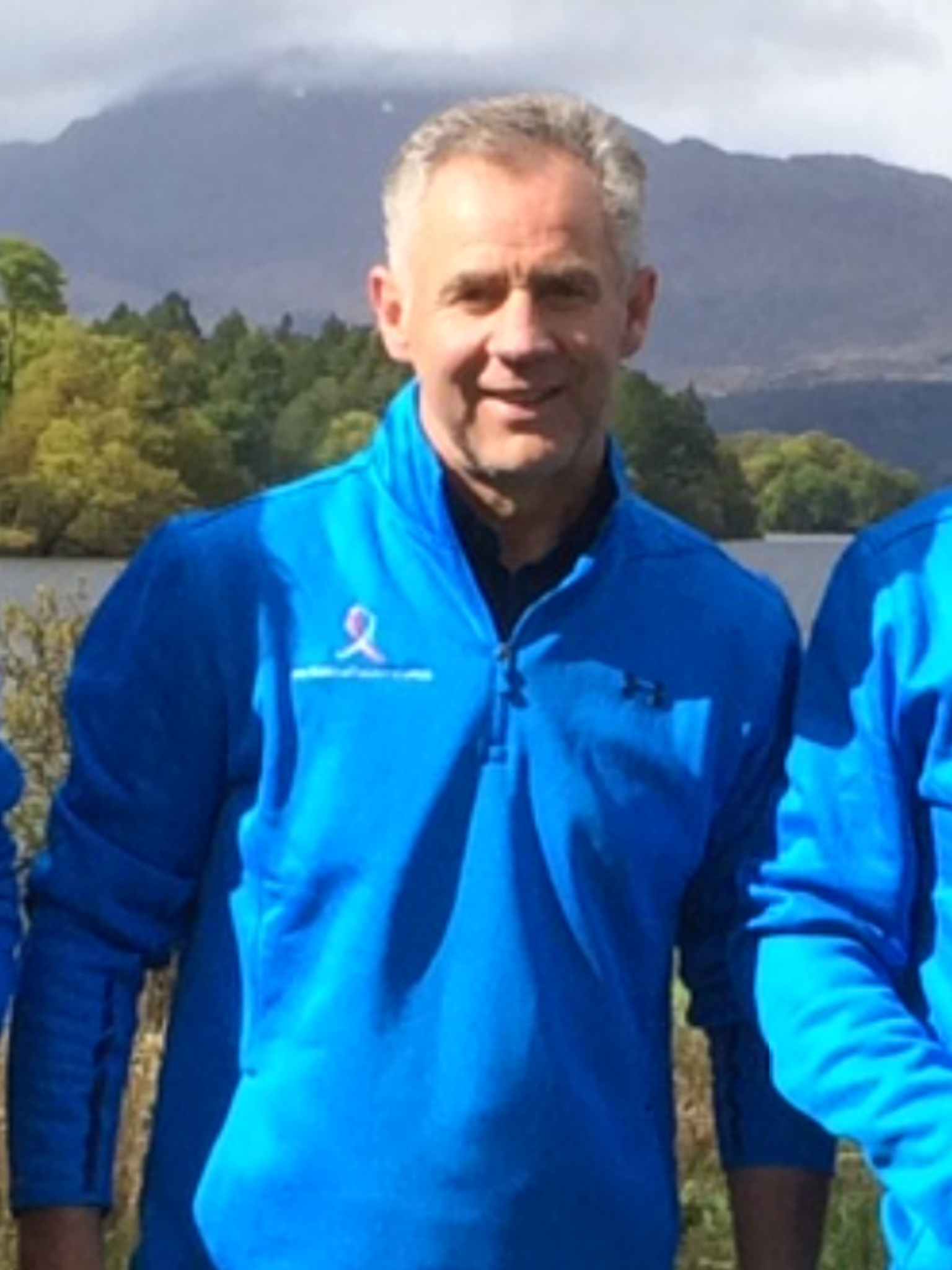
بگلین در لوخ لوموند انگلستان، 2015

جیم بگلین (انگلیسی: Jim Beglin؛ زادهٔ ۲۹ ژوئیهٔ ۱۹۶۳) فوتبالیست حرفه‌ای سابق و گزارشگر فوتبال اهل جمهوری ایرلند است.
وی برای تیم ایرلند بازی کرده و توانسته‌است در مدت زمانی کوتاه حدود ۱۵ جام قهرمانی به دست آورد.
از باشگاه‌هایی که در آن‌ها بازی کرده‌است می‌توان به باشگاه فوتبال بلکبرن روورز، باشگاه فوتبال لیدز یونایتد، باشگاه فوتبال پلیموث آرگیل، باشگاه فوتبال شامروک روورز و باشگاه فوتبال لیورپول اشاره کرد.
او در بازی PES در کنار پیتر دروری به تحلیل و گزارش بازی می‌پردازد.